# Yin Yang Yo!
Yin Yang Yo! este un serial de desene animate american. Este distribuit de Walt Disney Television Animation și creat de Bob Boyle. Este produs în Burbank, California și Toronto, Canada. Este al treilea serial original, Jetix. 
Varianta în engleză a melodiei Yin Yang Yo! este interpretată de Kyle Massey.

## Personaje
Yiny este un iepure roz. Ea este iubitoare și spirituală. Are 12 ani, foarte bună, grijulie și sensibilă. Ea e mai degrabă interesată de aspectele mistice sau filozofice ale Woo Foo, decât să devină războinic adevărat. Yin urmează întotdeauna regulile, spre deosebire de fratele ei, Yang. Este o vegetariană pașnică și respectă tot ce e viu.
Yang este un iepure albastru căruia îi plac filmele de acțiune, muzica și jocurile video. Nu îi place să facă duș, să mănănce sănătos și e foarte leneș, gălăgios și agitat. Pentru Yang, totul se rezumă la acțiune. E absolut neînfricat, lipsit de griji și nu-i place să respecte regulile jocului.
Yo e un urs panda morăcănos, ultimul maestru Woo Foo. Este pe jumătate profesor, jumătate dădacă. Maestrul Yo ar dori să se uite la televizor, sa doarmă sau să mănânce, decât să transmită cunoștințele lui Woo Foo iepurașilor. Totuși îi iubește pe Yin și Yang și ar face totul pentru ei.